# Afrixalus weidholzi
Afrixalus weidholzi är en groddjursart som först beskrevs av Mertens 1938.  Afrixalus weidholzi ingår i släktet Afrixalus och familjen gräsgrodor. IUCN kategoriserar arten globalt som livskraftig. Inga underarter finns listade i Catalogue of Life.